# Goshen (Arkansas)
Goshen é uma cidade  localizada no estado americano de Arkansas, no Condado de Washington.

## Demografia
Segundo o censo americano de 2000, a sua população era de 752 habitantes.
Em 2006, foi estimada uma população de 1006, um aumento de 254 (33.8%).

## Geografia
De acordo com o United States Census Bureau, a localidade tem uma área de 29,3 km², dos quais 29,0 km² cobertos por terra e 0,3 km² cobertos por água. Goshen localiza-se a aproximadamente 381 m acima do nível do mar.

## Localidades na vizinhança
O diagrama seguinte representa as localidades num raio de 24 km ao redor de Goshen.